# Thrinchostoma lettowvorbecki
Thrinchostoma lettowvorbecki är en biart som beskrevs av Blüthgen 1930. Thrinchostoma lettowvorbecki ingår i släktet Thrinchostoma och familjen vägbin. Inga underarter finns listade i Catalogue of Life.